# 蒂納科市

9°42′N 68°26′W / 9.700°N 68.433°W
蒂納科市（西班牙語：Municipio Tinaco），是委內瑞拉的一個市，位於該國西部科赫德斯州，首府設於蒂納科，面積1,098平方公里，2007年人口31,371，人口密度為每平方公里29人。